# Bactris jamaicana
Bactris jamaicana är en enhjärtbladig växtart som beskrevs av Liberty Hyde Bailey. Bactris jamaicana ingår i släktet Bactris och familjen Arecaceae. IUCN kategoriserar arten globalt som sårbar.
Artens utbredningsområde är Jamaica. Inga underarter finns listade i Catalogue of Life.